# Призейська
Призейська (рос. Призейская) — залізнична станція, підпорядковане місту Благовєщенську Амурської області Російської Федерації. Розташоване на території українського історичного та етнічного краю Зелений Клин.
Входить до складу муніципального утворення Міський округ місто Благовєщенськ. Населення становить 209 осіб (2018).

## Населення
| 2002 | 2010 | 2012 | 2013 | 2014 | 2015 | 2016 |
| ---- | ---- | ---- | ---- | ---- | ---- | ---- |
| 294  | ↘220 | ↘213 | ↘211 | ↘205 | ↘203 | ↗206 |
| 2017 | 2018 |      |      |      |      |      |
| ↗208 | ↗209 |      |      |      |      |      |